# 29 август
29 август е 241-вият ден в годината според григорианския календар (242-ри през високосна). Остават 124 дни до края на годината.

## Събития
- 587 г. пр.н.е. – Навуходоносор II разрушава Соломоновия храм.
- 70 г. – Император Тит разрушава Втория храм.
- 135 г. – Легионите под командването на император Адриан и предводителството на Юлий Север превземат крепостта Бейтар, с което се слага край на Втората юдейско-римска война.
- 1521 г. – Османските турци завладяват Белград.
- 1526 г. – Османската армия, начело със султан Сюлейман Великолепни, разбива унгарците при Мохач.
- 1541 г. – Османските турци завладяват град Буда (днес Будапеща), столицата на тогавашното Унгарско кралство.

- 1698 г. – Руският цар Петър I издава забрана за носене на бради и предписание руснаците да се обличат с европейски дрехи.
- 1756 г. – Фридрих II напада Саксония и с това започва Седемгодишната война.
- 1825 г. – Кралят на Португалия признава независимостта на бившата колония Бразилия.
- 1831 г. – Майкъл Фарадей открива електромагнитната индукция.
- 1842 г. – Подписан е Нанкинския договор, с който се слага край на Първата опиумна война.
- 1885 г. – Германският конструктор Готлиб Даймлер получава патент за конструирания от него и демонстриран през ноември 1884 г. мотоциклет.
- 1897 г. – В Базел е създадена Световна ционистка организация на Първия ционистки конгрес.
- 1904 г. – В Сент Луис (САЩ) за открити Третите олимпийски игри.
- 1917 г. – В Самарина (днес Гърция) е прокламирана Република Самарина.
- 1926 г. – В Непал е отменено робството.

- 1941 г. – В Сърбия се сформира правителство на националното спасение, начело с Милан Недич.
- 1944 г. – Втората световна война: Приключва Операция Багратион на Червената армия, която има за цел освобождаването на Беларус от германска окупация.
- 1946 г. – Швеция, Исландия и Афганистан са приети за членове на ООН.
- 1949 г. – СССР тества първата си атомна бомба – РДС-1, на полигона в Семипалатинск, Казахстан, но фактът излиза на бял свят на 22 септември, когато САЩ, Англия и Канада съобщават, че са засекли ядрен взрив.
- 1955 г. – В Солун избухва взрив до къщата на Кемал Ататюрк, послужил като повод за последвалия истанбулски погром.
- 1960 г. – Самолетът при полет 343 на „Ер Франс“ се разбива в Атлантическия океан при опит за кацане в Дакар, Сенегал и убива всички 63 души на борда.
- 1966 г. – Състои се последният концерт на „Бийтълс“, в Сан Франциско, Калифорния.
- 1982 г. – В Германия е синтезиран за първи път новият химичен елемент майнтерий.
- 1988 г. – Интеркосмос: Излита първият афганистански космонавт – Абдул Мохманд.
- 1991 г. – С указ на президента на Русия, Борис Елцин, са прекратени всички правомощия на КПСС.
- 1996 г. – Самолетът при полет 2801 на „Внуковски авиолинии“ се разбива  във върха на планината Операфьелет, Норвегия и убива всички 141 души на борда.
- 1997 г. – В Мичиган е закрита първата АЕЦ на САЩ.
- 1998 г. – Самолетът при полет 389 на „Кубана де Авиасион“ се разбива при излитане от Кито и всички 70 души на борда загиват, както и 10 души на земята.
- 1999 г. – В Донецк е открита статуя на 6-кратния световен шампион по овчарски скок – Сергей Бубка.

## Родени
- 1619 г. – Жан-Батист Колбер, френски политик († 1683 г.)
- 1632 г. – Джон Лок, английски философ († 1704 г.)
- 1694 г. – Шарлота фон Брауншвайг-Люнебург, германска принцеса († 1715 г.)
- 1835 г. – Тодор Икономов, български учител († 1892 г.)
- 1859 г. – Аврам Аврамов, български военен деец († 1927 г.)
- 1862 г. – Морис Метерлинк, белгийски писател, Нобелов лауреат през 1911 г. († 1949 г.)
- 1866 г.
  - Иван Дорев, български педагог († 1942 г.)
  - Херман Льонс, немски писател († 1914 г.)
- 1874 г. – Мануел Мачадо, испански поет († 1947 г.)
- 1875 г. – Александър Райс, американски лекар († 1956 г.)
- 1903 г.
  - Бруно Бетелхайм, психолог († 1990 г.)
  - Ернст Кройдер, немски писател († 1972 г.)
- 1904 г. – Вернер Форсман, немски хирург, Нобелов лауреат през 1956 г. († 1979 г.)
- 1915 г. – Ингрид Бергман, шведска киноактриса († 1982 г.)
- 1919 г. – Пеньо Русев, български писател († 1982 г.)
- 1920 г. – Чарли Паркър, джаз музикант († 1955 г.)
- 1923 г. – Ричард Атънбъро, британски режисьор и актьор († 2014 г.)
- 1924 г. – Димитър Бойчев, български скулптор († 1993 г.)
- 1925 г. – Валентина Борисова, българска актриса
- 1926 г. – Дора Винарова, български режисьор
- 1929 г. – Мария Димова, българска състезателка по ски бягане
- 1930 г.
  - Иван Татарчев, главен прокурор (1992 – 1999) († 2008 г.)
  - Петър Панагонов, български футболист († 2005 г.)
- 1932 г. – Лиляна Минкова, български научен работник († 2016 г.)
- 1936 г. – Джон МакКейн, американски сенатор († 2018 г.)
- 1938 г. – Елиът Гулд, американски актьор
- 1939 г. – Мариана Евстатиева, българска режисьорка
- 1944 г. – Лукас Хартман, швейцарски писател
- 1945 г. – Зджислава Сошницка, полска певица и композиторка
- 1946 г. – Боб Бимон, американски лекоатлет
- 1947 г. – Джеймс Хънт, британски пилот от Ф1 1993
- 1949 г.
  - Волфганг Дзиони, барабанист на Скорпиънс
  - Рей Уайз, американски актьор
- 1953 г. – Душана Здравкова, български политик
- 1957 г. – Гжегож Чеховски, полски певец, композитор и текстописец († 2001 г.)
- 1958 г. – Майкъл Джексън, американски певец († 2009 г.)
- 1959 г. – Ребека де Морни, американска актриса
- 1963 г. – Карл Марковиц, австрийски актьор
- 1975 г. – Ани Лозанова, българска поп-рок певица
- 1976 г.
  - Сани, българска попфолк певица
  - Йон Дал Томасон, датски футболист
- 1981 г. – Лани Барби, канадска порно актриса
- 1982 г. – Александър Иванов, български политик и икономист
- 1990 г. – Никол Андерсън, американска актриса
- 1990 г. – Патрик ван Аанхолт, холандски футболист
- 1993 г. – Лиъм Пейн, английски певец (One Direction)

## Починали
- 886 г. – Василий I Македонец, византийски император (* ок. 811)
- 1799 г. – Пий VI, римски папа (* 1717]])
- 1882 г. – Йордан Хаджиконстантинов-Джинот, български просветен деец (* ок. 1818)
- 1889 г. – Стефан Дуньов, банатски българин (* 1816 г.)
- 1904 г. – Мурад V, султан на Османската империя (* 1804)
- 1921 г. – Никола Корчев, български опълченец (* 1836 г.)
- 1930 г. – Стою Брадистилов, български военен деец (* 1863 г.)
- 1938 г. – Бела Кун, унгарски политик (* 1886 г.)
- 1942 г. – Данаил Николаев, български офицер (* 1852 г.)
- 1959 г. – Алексей Бистров, руски учен (* 1899 г.)
- 1960 г. – Вики Баум, австрийска писателка (* 1888 г.)
- 1965 г. – Елисавета Консулова-Вазова, българска художничка (* 1881 г.)
- 1982 г. – Ингрид Бергман, шведска актриса (* 1915 г.)
- 1987 г. – Лий Марвин, американски актьор (* 1924 г.)
- 2007 г. – Анджей Михалек, полски историк, писател и художник (* 1962 г.)
- 2008 г. – Даниела Сеизова, журналист и репортер на БТВ
- 2008 г. – Николай Ангелов, български актьор (* 1939 г.)
- 2009 г. – Адам Голдстейн, американски диджей (* 1973 г.)
- 2009 г. – Нако Чакмаков, български футболист и треньор (* 1921 г.)
- 2014 г. – Бьорн Валдегорд, шведски автомобилен състезател (* 1943 г.)
- 2021 г. – Едуард Аснър, американски актьор (* 1929 г.)
- 2023 г. – Николай Колев - Босия, български дисидент и поет (* 1951 г.)

## Празници
- Православна църква и Католическа църква – Обезглавяване на Йоан Кръстител
- Етиопски календар и Египетски календар – Нова година през невисокосните години
- Европейска нощ на прилепите
- България – Празник на Криводол – С Решение на Общински съвет от 30 януари 2006 г.
- Словакия – Словашко национално въстание (1944 г., срещу окупацията на Хитлеристка Германия, национален празник)
- Хонконг – Ден на освобождението